# 高叔嗣
高叔嗣（1501年—1537年），字子業，號蘇門，河南開封府祥符縣人，明朝政治人物。

## 生平
高叔嗣是嘉靖五年進士高仲嗣之弟，二人並稱「大梁二俊」，年十六歲就寫下著《申情賦》幾萬言，正德十四年（1519年）中河南乡试第二十二名舉人，二十三歲中式嘉靖二年（1523年）癸未二甲十七名進士，獲授工部營繕司主事，改任吏部稽勳司主事、員外郎、郎中，和薛蕙等人齊名；外戚蔣榮乞封，他堅持不可，因此忤逆當政者而謝病回鄉，在城西建設讀書圃隱居。
三年後高叔嗣起補原官，到嘉靖十二年（1533年）外任山西左參政，十五年（1536年）陞湖廣按察使，在任內去世，年三十七歲，所有著作《蘇門集》流傳。

## 家族
曾祖高清。祖父高謹。父高珣，知县。母甄氏。具庆下。兄伯嗣、仲嗣。

## 引用
1. 1 2  光緒《祥符縣志·卷十六·人物志》：高叔嗣，字子業，祥符人，賦性頴特，年十六著《申情賦》幾萬言。登嘉靖癸未進士，授工部營繕司主事，改吏部稽勳司主事，厯員外、郎中，與薛蕙輩相倡名震一時；會外戚蔣氏乞封，叔嗣堅執不可，忤執政意謝病歸，築讀書圃于西郭外為隱居計。三年起補前官，復以失權貴意出為山西左參政，遷湖廣按察使，卒于官，年三十七歲，所著《蘇門集》傳于世。兄仲嗣，（嘉靖）丙戌進士……人稱大梁二俊云。 見《明史》
2. ↑  光緒《祥符縣志·卷四·選舉表》：（正德）十四年己卯科（舉人）……高叔嗣
3. ↑  《明世宗肅皇帝實錄·卷一百四十九》：（嘉靖十二年四月戊子）陞吏部稽勳司署郎中高叔嗣為山西布政使司左參政。
4. ↑  《明世宗肅皇帝實錄·卷一百九十二》：（嘉靖十五年十月己亥）陞山西布政使司左參政高叔嗣為湖廣按察使。
5. ↑  龚延明主编. . 宁波: 宁波出版社. 2016. ISBN 978-7-5526-2320-8. 《天一閣藏明代科舉錄選刊.登科錄》之《嘉靖二年癸未科進士登科録》

## 延伸阅读
[在维基数据编辑]
 在维基文库阅读此作者作品（ 在维基共享资源阅览影像）
 《國朝獻徵錄·卷之八十八》，出自焦竑《國朝獻徵錄》
 《明史卷二百八十七》，出自《明史》